# Singapore Cup 2019
Der Singapore Cup 2019, aus Sponsorengründen auch als Komoco Motors Singapore Cup bekannt, war die 22. Austragung des Fußball-Pokalwettbewerbs für singapurische Vereinsmannschaften. In dieser Saison nahmen insgesamt acht Mannschaften teil. Titelverteidiger war Albirex Niigata.
Das Pokalturnier begann am 25. September 2019 mit der Gruppenphase und wurde am 2. November 2019 mit dem Finale beendet.

## Teilnehmer
| Gruppe A                                                         | Gruppe B                                                                               |
| - Balestier Khalsa - Home United - Tampines Rovers - Warriors FC | - Albirex Niigata (Singapur) - Brunei DPMM FC - Geylang International - Hougang United |

## Gruppenphase

### Gruppe A

#### Spiele
| Datum              |                  | Ergebnis |                  |
| ------------------ | ---------------- | -------- | ---------------- |
| 25. September 2019 | Home United      | 1:3      | Balestier Khalsa |
| 25. September 2019 | Tampines Rovers  | 1:3      | Warriors FC      |
| 19. Oktober 2019   | Warriors FC      | 2:2      | Home United      |
| 19. Oktober 2019   | Balestier Khalsa | 0:2      | Tampines Rovers  |
| 23. Oktober 2019   | Tampines Rovers  | 3:0      | Home United      |
| 23. Oktober 2019   | Balestier Khalsa | 0:0      | Warriors FC      |

#### Tabelle
| Pl. | Verein           | Sp. | S | U | N | Tore    | Diff. | Punkte |
| --- | ---------------- | --- | - | - | - | ------- | ----- | ------ |
| 1.  | Tampines Rovers  | 3   | 2 | 0 | 1 | 006:300 | +3    | 06     |
| 2.  | Warriors FC      | 3   | 1 | 2 | 0 | 005:300 | +2    | 05     |
| 3.  | Balestier Khalsa | 3   | 1 | 1 | 1 | 003:300 | ±0    | 04     |
| 4.  | Home United      | 3   | 0 | 1 | 2 | 003:800 | −5    | 01     |

### Gruppe B

#### Spiele
| Datum              |                            | Ergebnis |                            |
| ------------------ | -------------------------- | -------- | -------------------------- |
| 25. September 2019 | Albirex Niigata (Singapur) | 1:2      | Hougang United             |
| 25. September 2019 | Brunei DPMM FC             | 1:1      | Geylang International      |
| 19. Oktober 2019   | Hougang United             | 0:1      | Brunei DPMM FC             |
| 19. Oktober 2019   | Geylang International      | 0:2      | Albirex Niigata (Singapur) |
| 23. Oktober 2019   | Hougang United             | 0:2      | Geylang International      |
| 23. Oktober 2019   | Albirex Niigata (Singapur) | 0:1      | Brunei DPMM FC             |

#### Tabelle
| Pl. | Verein                     | Sp. | S | U | N | Tore    | Diff. | Punkte |
| --- | -------------------------- | --- | - | - | - | ------- | ----- | ------ |
| 1.  | Brunei DPMM FC             | 3   | 2 | 1 | 0 | 003:100 | +2    | 07     |
| 2.  | Geylang International      | 3   | 1 | 1 | 1 | 003:300 | ±0    | 04     |
| 3.  | Albirex Niigata (Singapur) | 3   | 1 | 0 | 2 | 003:300 | ±0    | 03     |
| 4.  | Hougang United             | 3   | 1 | 0 | 2 | 002:400 | −2    | 03     |

## Halbfinale
| Datum                    |                 | Gesamt |                       | Hinspiel | Rückspiel |
| ------------------------ | --------------- | ------ | --------------------- | -------- | --------- |
| 26. und 30. Oktober 2019 | Tampines Rovers | 4:1    | Geylang International | 2:0      | 2:1       |
| 26. und 30. Oktober 2019 | Brunei DPMM FC  | 5:5    | Warriors FC           | 1:0      | 4:5       |

## Spiel um Platz 3
| Datum            |                       | Ergebnis |                |
| ---------------- | --------------------- | -------- | -------------- |
| 2. November 2019 | Geylang International | 2:0      | Brunei DPMM FC |

## Finale
| Datum            |                 | Ergebnis |             |
| ---------------- | --------------- | -------- | ----------- |
| 2. November 2019 | Tampines Rovers | 4:3      | Warriors FC |

| Paarung  | Tampines Rovers – Warriors FC |
| Ergebnis | 4:3 (2:2) |
| Datum    | 2. November 2019 |
| Stadion  | Jalan Besar Stadium, Singapur |
| Tore     | 0:1 Khairul Nizam (12.) 1:1 Irwan Shah (17.) 1:2 Khairul Nizam (19.) 2:2 Joel Chew (31.) 3:2 Amirul Adli (57.) 4:2 Zehrudin Mehmedović(65.) 4:3 Fairoz Hasan (84.) |

| Sieger Singapore Cup 2019 Tampines Rovers |
| - Syazwan Buhari - Daniel Bennett - Irwan Shah - Madhu Mohana - Amirul Adli - Shahdan Sulaiman - Yasir Hanapi - Jordan Webb - Zehrudin Mehmedović - Shah Shahiran - Joel Chew - Akmal Azman - Ryūtarō Megumi - Taufik Suparno - Hamizan Hisham - Zulfairuuz Rudy - Zulfadhmi Suzliman - Safirul Sulaiman |